# Redvers Buller
Redvers Henry Buller (Crediton, 7 dicembre 1839 – Crediton, 2 giugno 1908) è stato un generale britannico.
Fu il comandante in capo, nella fase iniziale della seconda guerra boera, delle forze dell'Impero britannico impegnate in Africa meridionale.
Dopo una brillante carriera in cui aveva dimostrato capacità militari, risolutezza e coraggio individuale, e dopo essere stato per molti anni il principale luogotenente del feldmaresciallo sir Garnet Wolseley, comandante in capo dell'Esercito britannico, Redvers Buller non riuscì a compiere con successo la sua missione più importante in Africa del Sud. Posto al comando del corpo di spedizione britannico nel dicembre 1899, subì, anche a causa degli errori politici e militari compiuti dai suoi predecessori, alcuni gravi insuccessi iniziali che portarono alla sua sostituzione con il feldmaresciallo Frederick Roberts, il grande avversario del feldmaresciallo Wolseley nella guerra delle fazioni che dilaniava l'esercito britannico di fine Ottocento.
Rimasto alla testa delle forze campali impiegate in Natal (Natal Field Force), nella seconda parte della guerra Buller recuperò parte della sua reputazione con una riuscita campagna che portò alla liberazione di Ladysmith e all'avanzata verso nord fino al confine settentrionale del Transvaal.

## Biografia

### Carriera nella "fazione africana" dell'Esercito britannico
Nativo di Crediton, nel Devon, e figlio di un parlamentare britannico, Redvers Buller frequentò la prestigiosa scuola di Eton prima di ottenere la nomina a ufficiale dell'Esercito britannico nel 60° Rifles (il reggimento King's Royal Rifle Corps) nel 1858.
I suoi primi impegni bellici sul campo furono durante la seconda guerra dell'oppio in Cina, nella spedizione del Red River in Canada (1870), e soprattutto nel 1873 nella campagna Ashanti dove venne ferito e dove entrò a far parte, come ufficiale addetto alle informazioni, della cerchia più intima del comandante britannico, generale Garnet Wolseley, personaggio di grande preparazione professionale, che proprio durante la campagna nella Costa d'Oro avrebbe iniziato a organizzare la sua fazione "africana" di collaboratori desiderosi di modernizzare e migliorare l'apparato militare imperiale (il cosiddetto "Ashanti ring"). Durante la campagna Ashanti, Buller, ottenne la nomina a maggiore e si guadagnò il pieno apprezzamento del generale Wolseley.

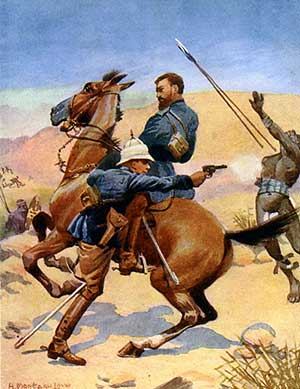
Raffigurazione di un atto di valore del tenente colonnello Buller alla battaglia di Hlobane, durante la guerra zulu del 1879.

Fu, tuttavia, durante la guerra zulu del 1879 che Redvers Buller acquisì fama e prestigio di rilievo nazionale, dimostrandosi ufficiale preparato, fisicamente coraggioso e particolarmente esperto di guerra africana. Buller, ora tenente colonnello, ebbe il comando delle truppe montate reclutate in parte anche nelle popolazioni boere e inquadrate nella colonna del generale Evelyn Wood; alla battaglia di Hlobane, terminata con una sconfitta britannica, Buller diede prova di tenacia e di valore guadagnandosi la massima onorificenza dell'Impero britannico, la Victoria Cross, per la sua coraggiosa condotta durante la ritirata delle forze britanniche. Il tenente colonnello ebbe ancora parte di rilievo nella successiva battaglia di Kambula e, soprattutto, nell'energico e inseguimento, da parte della fanteria montata, del nemico sconfitto. Nel giugno 1879 Buller fu ancora presente, alla testa delle sue truppe a cavallo, alla decisiva vittoria nella Battaglia di Ulundi.
Nel 1881, durante la prima guerra boera, Buller era il capo di Stato maggiore del generale Evelyn Wood, incaricato in un primo momento di guidare le forze britanniche inviate in Africa del Sud dopo le sconfitte iniziali, tuttavia, la campagna venne presto interrotta per scelta della dirigenza politica. Nel 1882, durante la breve e vittoriosa guerra anglo-egiziana, Buller fece invece parte dello stato maggiore del comandante in capo generale Wolseley, avendo modo così di rafforzare i suoi legami con l'abile e influente ufficiale e assumendo un ruolo sempre più importante all'interno della cosiddetta "fazione africana", in quel momento dominante nell'Esercito britannico.
Nel 1885 esplose la crisi del Mahdi, con l'assedio del generale Charles Gordon a Khartoum; nel nuovo corpo di spedizione inviato in Sudan, sempre guidato dall'esperto generale Wolseley, Buller (generale di brigata e quindi maggior generale) guidò una brigata di fanteria, distinguendosi in vari battaglie di quella difficile e fallita campagna.
Dopo questi ininterrotti impegni bellici in Africa, il generale Buller venne finalmente richiamato in Patria, dove sarebbe rimasto fino al 1899, prima con l'incarico di Quartiermastro generale, e poi con quello prestigioso ed importante di Aiutante generale delle Forze (1890). Promosso tenente generale, Buller divenne il principale collaboratore del feldmaresciallo Wolseley (divenuto nel 1895 comandante in capo dell'Esercito britannico) assumendo un ruolo cruciale nella organizzazione delle forze e nello studio di nuove tattiche e armamenti.
Alla vigilia dello scoppio della seconda guerra boera, Redvers Buller era uno degli ufficiali più esperti e stimati, provato sia su molti campi di battaglia africani sia nel lavoro burocratico e amministrativo di stato maggiore; sembrava quindi assolutamente qualificato, in virtù anche del suo prestigio tra le truppe, di assumere un importante comando operativo in caso di nuove complicazioni in Africa del Sud.

### La grande guerra boera
All'inizio della seconda guerra boera Buller era al culmine della sua carriera; egli aveva il comando del I Corpo d'armata, il nucleo principale dell'Esercito britannico e sembrava il successore designato del feldmaresciallo Wolseley, ormai in fase di declino fisico ma ancora comandante in capo dell'esercito. Venne quindi assegnato a lui l'importante incarico di comandare la massa di manovra offensiva destinata ad intervenire in Africa del Sud ed invadere direttamente le due Repubbliche Boere. 

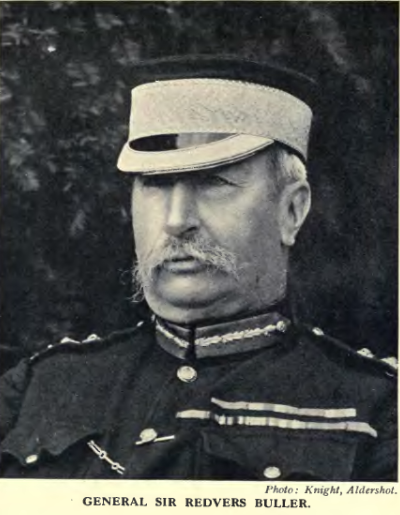
Il generale Redvers Buller nel periodo di comando in Patria ad Aldershot

Il comando gli venne affidato, in realtà, nonostante l'opposizione dei membri della cosiddetta "fazione indiana" del feldmaresciallo Frederick Roberts  e dei suoi collaboratori già presenti in Africa, principalmente il generale Ian Hamilton, il generale George White, ed il colonnello Henry Rawlinson. Il cosiddetto Roberts ring era costituito prevalentemente da ufficiali impegnati in precedenza nelle vari guerre in India e Afghanistan, in costante rivalità con gli "africani" del feldmaresciallo Wolseley;  anche lo stesso Ministro della Guerra Lord Lansdowne, un amico di Roberts, era dubbioso sulle effettive capacità del generale Buller. Questi avversari erano pronti a cogliere suoi eventuali errori militari per rimuoverlo dal comando.
Ancor prima dell'arrivo del corpo di spedizione guidato da Buller, costituito da tre divisioni di fanteria al comando dei generali Paul Methuen, Francis Clery e William Gatacre) e da una divisione di cavalleria comandata dal generale John French, la situazione britannica in Africa del Sud si era pericolosamente deteriorata: l'imprudente strategia del generale White, comandante delle forze campali già stanziate in Natal, aveva causato, dopo alcuni successi locali, una grave sconfitta e il conseguente assedio delle forze britanniche bloccate dentro Ladysmith. La colonia del Capo, nel frattempo, praticamente sprovvista di truppe, aveva subito una vera invasione boera e le importanti città di Kimberley e Mafeking erano ugualmente sotto assedio.
Queste gravi notizie consigliarono a Buller, giunto al Capo il 1º novembre 1899, una grave decisione: egli decise la divisione del suo corpo di spedizione per liberare Kimberley, con la divisione rinforzata del generale Methuen e con la cavalleria del generale French, e di portarsi personalmente in Natal per guidare, con quattro brigate di fanteria, la marcia per sbloccare Ladysmith e il generale White, rimasto anch'egli dentro la città assediata.

### Ripetuti fallimenti
Mentre i generali Methuen e Gatacre conducevano i loro reparti nella colonia del Capo, dove sarebbero presto andati incontro alle pesanti sconfitte della battaglia di Stormberg e della battaglia di Magersfontein, Buller quindi si portò in Natal e in un primo momento sembrò galvanizzare le truppe e i comandanti con il suo prestigio e la sua personalità. La realtà si dimostrò tuttavia molto difficile: il nemico, guidato dall'abile generale Louis Botha, era saldamente trincerato sulla linea del fiume Tugela e si appoggiava ad un aspro terreno montuoso ideale per condurre una battaglia difensiva a protezione dell'assedio di Ladysmith.
Il primo tentativo di Buller di sfondare la linea del Tugela si concluse con la sconfitta nella battaglia di Colenso il 15 dicembre 1899, a causa soprattutto di errori dei comandi subordinati e delle deficienze tattiche delle truppe, impreparate alla nuova guerra moderna basata sul fuoco di fucileria a distanza e sull'artiglieria. Di fronte alla sconfitta, Buller, forse logorato dalla difficile e inattesa situazione trovata in Africa e dalla lotta tra le fazioni in corso tra gli ufficiali del suo esercito, ebbe un grave cedimento del morale. Egli comunicò immediatamente a Londra la necessità di grandi rinforzi e inoltre propose, in attesa delle nuove truppe, di ripiegare più a sud, rinunciando a prestare soccorso al generale White ed ai suoi 13.000 soldati bloccati a Ladysmith.
La notizia della sconfitta e poi le sorprendenti proposte di Buller, provocarono tra i dirigenti politico-militari britannici grandi polemiche e fornirono l'occasione al ministro Lansdowne ed al feldmaresciallo Roberts di screditare il generale, descritto come debole, pessimista e incapace, e di proporre la sua immediata sostituzione nel comando supremo in Africa del Sud. Nonostante la resistenza del feldmaresciallo Wolseley, Lansdowne appoggiato all'interno del governo Salisbury dall'influente Arthur Balfour, riuscì nel suo intento: già il 23 dicembre 1899, il feldmaresciallo Roberts partiva da Southampton per raggiungere il Capo e assumere il comando supremo, mentre veniva stabilito l'invio di un secondo corpo d'armata di rinforzo con quattro nuove divisioni di fanteria al comando dei generali Charles Warren, Thomas Kelly-Kenny, Charles Tucker e Leslie Rundle.
Buller, difeso dal feldmaresciallo Wolseley e anche dalla Regina Vittoria, pur perdendo il comando supremo, venne mantenuto alla testa delle forze campali in Natal incaricate di liberare Ladysmith anche con il concorso della nuova divisione in arrivo del generale Charles Warren; nel frattempo il geldmaresciallo Roberts, coadiuvato dall'energico generale Horatio Kitchener, avrebbe organizzato una grande massa di manovra per marciare direttamente fin nel cuore delle Repubbliche Boere.
Nel mese di gennaio 1900, quindi, il generale Buller, dopo l'arrivo dei rinforzi, fece un nuovo tentativo di liberare Ladysmith con un'ampia manovra di aggiramento delle linee del Tugela; questa complicata manovra tuttavia si concluse una nuova e ancor più dura sconfitta nella Battaglia di Spion Kop, causata in parte dall'inettitudine del generale Warren, ma anche da carenze di controllo e di comando dello stesso Buller. Seguirono nuove pesanti critiche da parte di politici e generali dell'entourage del feldmaresciallo Roberts; al generale vennero anche affibbiato vari soprannomi irridenti, tra cui "Reverse" - rovescio - Buller, con un gioco di parole con il suo nome, e "il traghettatore del Tugela". Le critiche al generale vennero ulteriormente rafforzate da un insuccesso anche nel terzo tentativo di sbloccare Ladysmith verificatosi alla fine di gennaio nella battaglia di Vaal Kranz.
Il "generale Caronte", un altro soprannome ironico assegnato a Buller da truppa e generali, riportò indietro le sue forze sconfitte, ma iniziò a pianificare subito una nuova manovra strategica, basata sulle precedenti deludenti esperienze, per liberare finalmente la esausta e sfibrata guarnigione di Ladysmith.

### Liberazione di Ladysmith e ultime vittorie
Dopo questi ripetuti insuccessi, Buller finalmente iniziò un nuovo ciclo di operazioni il 14 febbraio 1900 mentre contemporaneamente procedeva favorevolmente oltre l'Orange la grande avanzata della massiccia forza di spedizione guidata personalmente dal feldmaresciallo Roberts. Il generale organizzò questa volta una metodica offensiva in più fasi per conquistare le posizioni dominanti boere e liberare finalmente Ladysmith.

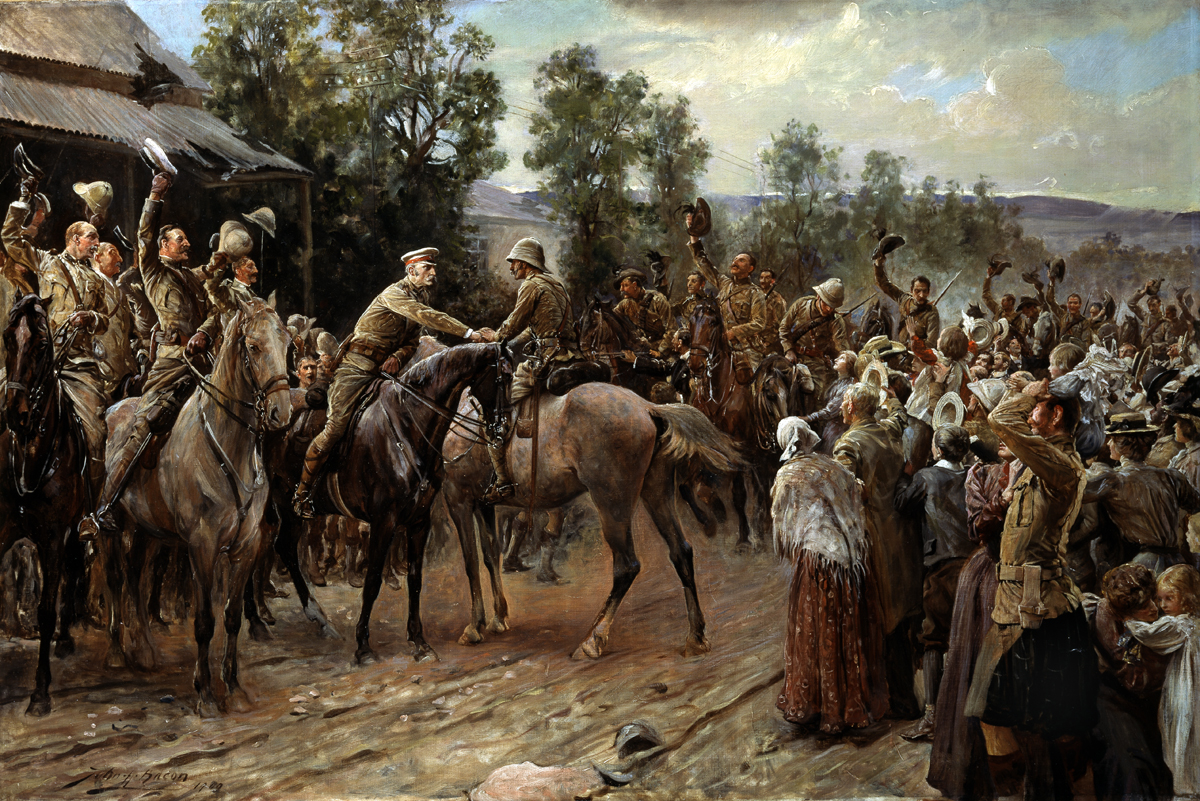
Il momento della liberazione di Ladysmith; stretta di mano tra il maggiore Hubert Gough, della cavalleria di Buller, e il generale George White, comandante della guarnigione assediata.

Nella circostanza Buller mostrò di aver compreso le cause delle precedenti sconfitte subite; migliorò quindi il coordinamento tra i reparti e le tattiche d'attacco della fanteria, riorganizzò l'impiego dell'artiglieria e selezionò meglio i comandanti tra cui si distinsero i generali Neville Lyttelton e Henry Hildyard). Il generale diresse quindi con efficacia i combattimenti; l'avanzata britannica progredì lentamente ma con ordine; in un primo tempo vennero conquistate le colline sulla sponda meridionale del Tugela e quindi, non senza difficoltà e perdite, vennero sloggiate progressivamente le forze boere dalle altura dominanti sulla sponda settentrionale del fiume.

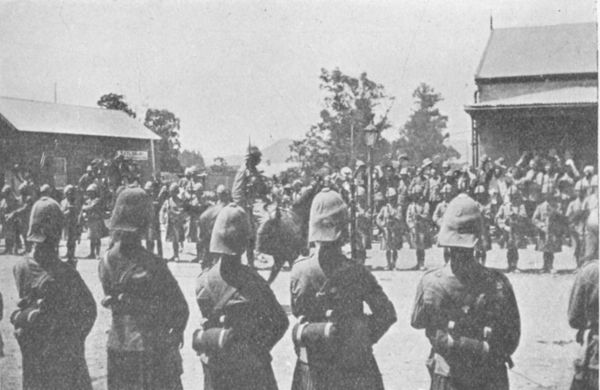
Il generale Buller entra in Ladysmith liberata.

Dopo oltre dieci giorni di scontri della battaglia delle alture del Tugela, finalmente le forze di Buller sbucarono in campo aperto e costrinsero alla ritirata le truppe del generale Botha; l'assedio di Ladysmith venne rotto il 27 febbraio 1900 nello stesso giorno della grande vittoria del feldmaresciallo Roberts nella battaglia di Paardeberg. Nonostante le reciproche congratulazioni e gli ultimi successi delle truppe di Buller, tra i comandanti e i soldati assediati per tre mesi a Ladysmith rimaneva una forte ostilità verso il generale accusato di essere il principale responsabile della lunghezza dell'assedio. Buller venne anche ironicamente soprannominato "Sitting Bull"; in particolare il generale White e il generale Hamilton lo criticarono aspramente.
Tra le truppe e anche tra alcuni generali, tuttavia, il prestigio di Buller risalì e nei successivi mesi il generale mantenne il comando della forza campale del Natal (Natal Field Force) e si distinse di nuovo alla testa delle sue tre divisioni di fanteria riorganizzate che, guidate dai generali Lyttelton, Hildyard e Clery, condussero una riuscita campagna nelle regioni nord-orientali del Transvaal.
Quest'ultima fase del comando di Buller in Africa del Sud ebbe inizio ai primi di maggio del 1900; il generale guidò con abilità le sue forze mostrando una buona capacità di manovrare con sicurezza le truppe; riuscì quindi a superare numerose e difficili posizioni difensive boere sulle colline del Biggarsberg, e sulla imponente catena del Drakensberg;  le sue divisioni conquistarono la famosa Majuba Hill e il Laing's Nek, luoghi di due sconfitte britanniche durante la prima guerra boera, ottenendo rilevanti successi tattici con perdite limitate.
L'avanzata delle forze di Buller continuò quindi senza molte difficoltà a nord del Drakensberg, fino al ricongiungimento con le colonne del feldmaresciallo Roberts provenienti da Pretoria che avvenne il 20 agosto a Twyfelaar. Alla successiva battaglia di Bergendal (25 agosto 1900) contro i resti dell'esercito del generale Botha, alla presenza del feldmaresciallo Roberts, furono le truppe di Buller, guidate personalmente dal generale, a ottenere una netta vittoria ed a costringere alla ritirata il nemico. Infine, a settembre e ottobre 1900, Buller si diresse ancora più a nord concludendo la sua campagna con la conquista delle impervie alture del Mauchberg (o Spitzkop, "la porta dell'inferno"); il generale quindi, dopo aver iniziato in modo disastroso il suo incarico di comando, terminò la sua partecipazione alla guerra in modo brillante.

### Le polemiche degli ultimi anni

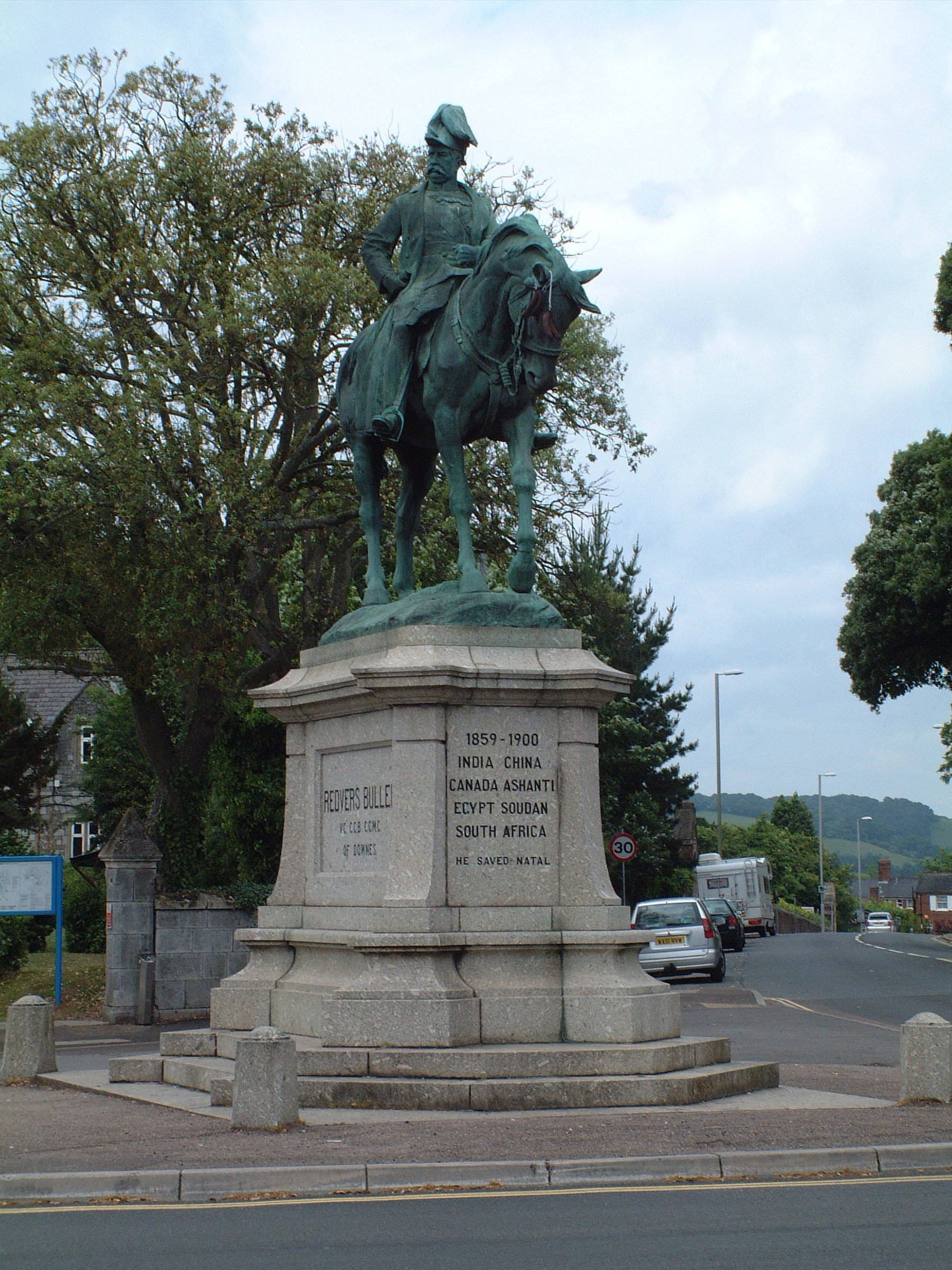
La statua del generale Buller a Exeter.

Dopo la conclusione della fase della guerra boera caratterizzata da campagne e battaglie convenzionali (a cui sarebbe presto succeduta la lunga e aspra fase di guerriglia), il generale Buller fece ritorno in Patria dove ebbe, nonostante le controversie sul suo operato, accoglienze molto favorevoli da parte dell'opinione pubblica; a livello governativo tuttavia non ebbe riconoscimenti ufficiali e venne riassegnato al suo vecchio comando del I Corpo d'armata a Aldershot.
In realtà la lotta delle fazioni all'interno dell'Esercito britannico si era ormai risolta, dopo il ritiro del feldmaresciallo Wolseley, con la vittoria del clan "indiano" sanzionata dalla nomina del feldmaresciallo Roberts al comando supremo dell'Esercito e con l'assunzione del Ministero della Guerra da parte di St John Brodrick; ben presto Buller sarebbe stato vittima della resa di conti intestina all'establishment militare. Una campagna di stampa, abilmente orchestra dal Ministero e diretta dal Times di Leo Amery, ripropose le feroci critiche a Buller (descritto come pavido e inetto) e alla sua condotta in Africa del Sud; ben presto Roberts riuscì, grazie anche ad una intempestiva protesta di Buller contro le critiche rivoltegli, ad ottenere la sua destituzione dal comando e il suo definitivo ritiro dalla carriera militare.
Buller si ritirò nella sua tenuta nel Devon dove sarebbe morto nel 1908; ancora apprezzato dai suoi concittadini e da molti dei suoi veterani.
La figura del generale Redvers Buller rimane oggetto di controversie in sede storiografica, se egli non fu l'inetto e il debole dipinto dalla propaganda della fazione "indiana" del feldmaresciallo Roberts, certamente durante la prima fase della guerra boera compì gravi errori strategici e mostrò una certa indecisione e scarsa capacità di imporsi ai suoi subordinati. Tuttavia il suo compito di rompere l'assedio di Ladysmith era particolarmente difficile, e, nonostante le sconfitte iniziali, alla fine Buller riuscì nella sua missione, mostrando notevoli miglioramenti in campo strategico e tattico e concludendo con una serie di vittorie il suo impegno in Africa del Sud.